# Nedbank
Nedbank, ook wel Nederlandse Bank genoemd, is een van de vier grootste banken van Zuid-Afrika, tevens is het een van de nieuwste banken van Zuid-Afrika. Nedbank werd in 1888 in Amsterdam opgericht als de Nederlandsche Bank en Credietvereeniging voor Zuid-Afrika en is sinds 1951 een Zuid-Afrikaans bedrijf. Het hoofdkantoor is tegenwoordig gevestigd in Johannesburg. Op 1 januari 2009 bedroeg de marktkapitalisatie van Nedbank zo'n 509,7 miljard rand (circa 40 miljard euro).

## Geschiedenis
In haar geschiedenis is Nedbank zowel een Nederlandse als Zuid-Afrikaanse bank geweest, met activiteiten in beide landen. Tot 1969 stond het hoofdkantoor van de bank in Amsterdam en daarna in Johannesburg. Nedbank is opgericht in Amsterdam in 1888 en geregistreerd als dochterbedrijf in 1951 in Zuid-Afrika, waarna het in 1969 een volledig onafhankelijk bedrijf werd.

#### Nederlandsche Bank voor Zuid-Afrika
Nedbank is oorspronkelijk opgericht in 1888 als de Nederlandsche Bank en Credietvereeniging voor Zuid-Afrika (NBCV). Op 1 maart van dat jaar werden de statuten per Koninklijk Besluit goedgekeurd. Op 23 maart werd de bank daadwerkelijk opgericht. De NBCV had haar hoofdkantoor in Amsterdam en een hoofdagentschap in Pretoria in de Zuid-Afrikaansche Republiek. Het hoofdagentschap wordt in 1898 binnen Pretoria verplaatst naar het Kerkplein, alwaar het gebouw nog steeds bekendstaat als die ou Nederlandsche Bankgebou.
In 1903 verandert de bank haar naam in de Nederlandsche Bank voor Zuid-Afrika (NBZA). In verband met de Britse pyrrusoverwinning in de Tweede Boerenoorlog en de nieuwe status van de Zuid-Afrikaansche Republiek als Britse kolonie opent zij in 1906 een kantoor in Londen.
Rond 1913 is het hoofdkantoor van de Nederlandsche Bank voor Zuid-Afrika gevestigd aan de Keizersgracht 389 te Amsterdam. De activiteiten van de bank in Nederland omvatten dan onder meer het kopen, verkopen en incasseren van wissels en ander papier, telegrafische uitbetalingen, reiskredietbrieven en schriftelijke en telegrafische kredieten. Ook was het mogelijk om een rekening bij de bank te openen en gelden in deposito te geven. Tot slot was het ook mogelijk om aandelen aan de beurzen van Amsterdam, Londen en Kaapstad te kopen of te verkopen via de bank.
In 1925 fuseert zij met de Transvaalsche Bank en Handelsvereeniging, maar blijft zij haar eigen naam houden. Ook fuseert de NBZA in 1951 met de Haagsche Commissie Bank en ontstaat er een grotere scheiding tussen het hoofdkantoor in Amsterdam en het hoofdagentschap in Pretoria. In dit jaar begint het hoofdagentschap zich sterker te profileren en registreert zich in Zuid-Afrika onder de naam Nederlandse Bank in Suid-Afrika als volwaardig dochter van de NBZA.

#### Nederlandse Bank in Suid-Afrika (Nederlandse Overzee Bank)
Het hoofdkantoor blijft de eerste twee jaar van de Nederlandse Bank in Suid-Afrika nog gevestigd aan het Kerkplein in Pretoria. In 1953 wordt het hoofdkantoor naar het zakendistrict van Johannesburg verplaatst.
In 1954 fuseert de Nederlandsche Bank voor Zuid-Afrika met de Amsterdamsche Goederenbank tot de Nederlandse Overzee Bank. Voor het dochterbedrijf in Zuid-Afrika heeft deze fusie geen directe gevolgen, wel wordt hiermee de definitieve splitsing tussen het moeder- en dochterbedrijf in gang gezet. In 1969 werd de eveneens Nederlandse Bank Mees & Hope eigenaar van de Nederlandse Overzee Bank door 20% van de aandelen te kopen en het nieuwe moederbedrijf besloot, mogelijk in verband met de economische boycot van Zuid-Afrika wegens de apartheid in dat land, het dochterbedrijf te verzelfstandigen onder haar eigen naam: Nederlandse Bank in Suid-Afrika.
De Nederlandse delen van de Nederlandse Overzee Bank zijn tegenwoordig deel van ABN-AMRO, nadat Bank Mees & Hope via fusies en het faillissement van Fortis onderdeel werd van dat bedrijf.

#### Fusietijdperk als zelfstandige bank
Nadat de Nederlandse Bank in Suid-Afrika in 1969 zelfstandig wordt, verkort zij in 1971 haar naam tot Nedbank. In 1983 vergaart de Britse bank Old Mutual via een langzame aandelenkoop op de beurs van Johannesburg een meerderheidsbelang in Nedbank.
In 1988 fuseert Nedbank met de Permanent Building Society tot de NedPerm Bank om in 1989 haar naam weer te veranderen in Nedcor. Al in 1992 werd de naam weer gewijzigd in Nedcor Bank. Nog datzelfde jaar fuseert Nedcor Bank met Syfrets, UAL Merchant Bank en haar dochter Nedbank Investment Bank tot Nedcor Investment Bank (NIB).
In 2001 verwerft Nedcor Investment Bank in Europa de bankrechten op het eiland Man en de kanaaleiland Jersey door de bank Robert Fleming & Co over te nemen.

## Nedbank Group
Op 1 januari 2003 werd de centrale houdstermaatschappij Nedcor Group gevormd, die als moederbedrijf moest gaan fungeren. In deze holding kwamen de besturen van Nedcor, BoE, Nedcor Investment Bank en de Cape of Good Hope Bank onder één hoofdbestuur te staan. Nedcor Group werd op 6 mei 2005 hernoemd in Nedbank Group, vernoemd naar haar grootste divisie: Nedbank. Sindsdien is het hoofdkantoor van de holding gevestigd in het nieuwe zakendistrict van Johannesburg, Sandton.

### Onderdelen
De volgende maatschappijen zijn onderdeel van de Nedbank Group:
Zuid-Afrikaanse onderdelen
- Nedbank Limited - 100% aandeelhouderschap
- Imperial Bank South Africa - 100% aandeelhouderschap
- Nedcor Investment Limited - 100% aandeelhouderschap
- Nedgroup Investment 102 Limited - 100% aandeelhouderschap
- B.o.E. Holdings Limited - 100% aandeelhouderschap
- Nedgroup Collective Investments Limited - 100% aandeelhouderschap
- The Board of Executors - 100% aandeelhouderschap
- Nedgroup Wealth Management Limited - 100% aandeelhouderschap
- NBS Boland Group Limited - 100% aandeelhouderschap
- B.o.E Life Limited - 100% aandeelhouderschap
- Nedgroup Securities (Pty) Limited - 100% aandeelhouderschap

Buitenlandse onderdelen
- NedEurope Limited - 100% aandeelhouderschap
- Nedbank Malawi Limited - 97% aandeelhouderschap
- NedNamibia Holdings Limited - 100% aandeelhouderschap
- Tando AG - 100% aandeelhouderschap
- Alliance Investments Limited - 100% aandeelhouderschap
- MN Holdings Limited - 100% aandeelhouderschap
- MBCA Bank Limited - 70,4% aandeelhouderschap
- Nedbank Lesotho Limited - 100% aandeelhouderschap
- Nedbank Swaziland Limited - 67,2% aandeelhouderschap
- Nedcor Trade Services Limited - 100% aandeelhouderschap